# Sarah Schindler
Sarah Schindler (* 6. September 1981 in Berlin-Lichtenberg) ist eine deutsche Sängerin und Schauspielerin.

## Karriere als Sängerin
Sarah Schindler besang mit neun Jahren auf ihrer ersten Single den Leierkastenmann der Berliner Hinterhöfe, den Orjel Paule. Mit dieser Single trat sie in TV-Sendungen wie Der Große Preis und Musikantenstadl auf.
Nachdem sie mit ihrem 1990 veröffentlichten Solo-Album Sarah u. a. bei Dieter Thomas Heck und Bernhard Brink zu Gast war, bekam sie 1992 das „Edelweiß der Volksmusik“ in der Sparte Nachwuchs verliehen, überreicht von Brigitte Grothum.
Ab 2003 nahm Schindler Gesangunterricht in Musical, Chanson und Pop.
Von 2008 bis 2009 war sie Leadsängerin der Rockband Speed Limit.

## Karriere als Schauspielerin
Schindler studierte von 2006 bis 2009 an der Schauspielschule Charlottenburg. Als Abschluss ihres Studiums nahm sie an der Inszenierung des Stückes Mädchen in Uniform von Christa Winsloe unter der Regie von Frank Riede teil.
Im Jahr 2010 bildete sich Schindler an der Coaching Company Berlin und an der Sprecherschule International Voice weiter. Von 2010 bis 2015 gehörte sie zum Ensemble des Berliner Kabaretts Klimperkasten.
Schindler war in der 2015 erstausgestrahlten Telenovela Mila als ‚Nadine Templin‘ auf Sat.1 zu sehen.

## Sonstiges
Schindler ist auch als Synchron- und Studiosprecherin tätig. 2016 war sie als Sprecherin an der Kinodokumentation Wer war Adolf Hitler beteiligt.

## Diskografie

### Studioalben
- 1990: Sarah (Sony Music)

### Singles
- Orjel Paule (Herzklang/Sony)

## Filme
- 2009: Freundinnen (Kurzfilm)
- 2009: Liebe macht sexy (Spielfilm)
- 2009: Sabotage (Kurzfilm)
- 2010: Käse (Kurzfilm)
- 2010: Paul (Kurzfilm)
- 2010: Taxi (Kurzfilm)
- 2011: Vanity Fair (Kurzfilm)
- 2015: Mila (Fernsehserie)

## Theater
- 2008: Salon Pitzelberger (Phantastische Oper Berlin)
- 2009: Mädchen in Uniform (Studiotheater Charlottenburg)
- 2009: Sterben für die Erben (Studiotheater Charlottenburg)
- 2010: Verkehrsliederhitparade (Kindertheater Fliegenpilz)
- 2010/2011: Das verzauberte Hexlein (Kindertheater Phantasia)
- 2010–2015: Berlin – Leben, Lieben, Lästern (Berliner Kabarett Klimperkasten)
- 2010–2015: Verrücktes Berlin (Berliner Kabarett Klimperkasten)
- 2015: Ne dufte Stadt – is mein Berlin (Historischer Hafen Berlin - Zille-Dampfer)

## Auszeichnungen
- 1992: „Edelweiß der Volksmusik“ (Nachwuchs)